# خوارج
خوارج (عربی: الخوارج؛ با واژهٔ مفرد عربی: خارجی) فرقه‌ای اسلامی بودند که در جریان فتنه اول (۶۵۶–۶۶۱) ظهور کردند. نخستین اعضای این گروه از طرفداران علی بودند که پس از پذیرش مذاکره با معاویه طی نبرد صفین در سال ۶۵۷ میلادی، از اردوگاه علی جدا شدند. آن‌ها عقیده داشتند که «حکم تنها از آنِ خداست» که شعارشان بود و اینکه با شورشیانی چون معاویه باید بر اساس دستورات قرآنی جنگید و بر آن‌ها غلبه کرد. اگرچه علی در نبرد نهروان (۶۵۸ میلادی) موفق شد آنان را شکست دهد، شورش‌های خوارج ادامه یافت و نهایتاً در سال ۶۶۱ میلادی، علی به‌دست یکی از خوارج و با انگیزهٔ انتقام‌گیری از شکست نهروان کشته شد.
پس از آن‌که معاویه در سال ۶۶۱ خلافت اموی را بنیان نهاد، والیان او توانستند حرکت‌های خوارج را مهار کنند. اما خلأ قدرتی که در نتیجهٔ فتنه دوم (۶۸۰–۶۹۲) پدید آمد، زمینه را برای ازسرگیری شورش‌های ضدحکومتی خوارج فراهم ساخت. در این دوره، شاخه‌هایی مانند ازارقه و نجدات موفق شدند کنترل بخش‌های وسیعی از ایران و عربستان را در دست گیرند. با این حال، اختلافات داخلی و گسست‌های فرقه‌ای موجب تضعیف شدید آنان شد و نهایتاً در فاصلهٔ ۶۹۶ تا ۶۹۹ توسط خلافت اموی شکست خوردند. در دههٔ ۷۴۰ میلادی، شورش‌های گستردهٔ خوارج بار دیگر در سراسر خلافت سربرآورد، اما همگی سرکوب شدند. جنبش‌های خوارج تا دوران خلافت عباسی (۷۵۰–۱۲۵۸) نیز ادامه یافت، ولی گروه‌های تندرو آن به‌تدریج حذف شدند. در پی آن، فرقه‌ای آرام‌تر و غیرجنگ‌طلب به‌نام اباضیه جانشین آنان شد که تا امروز در عمان و بخش‌هایی از شمال آفریقا همچنان پابرجا مانده‌اند. اباضیان با خوارجِ پدیدآمده در فتنهٔ دوم و دوره‌های بعد، ارتباطی برای خود قائل نیستند و آنان را به‌سبب تندروی‌هایشان محکوم می‌کنند.
براساس پژوهش‌های موجود، خوارج از مجموعه‌ای واحد و منسجم از آموزه‌های دینی برخوردار نبودند. برخی از فرقه‌های خوارج، از جمله حروریه و ازارقه، در مسائل فقهی تنها به قرآن استناد می‌کردند و در نتیجه، شباهت‌هایی با قرآنیان داشتند. خوارج بر این باور بودند که هر مسلمان، فارغ از نسب یا قومیت، در صورت داشتن پاکی اخلاقی، شایستگی ایفای نقش خلافت را دارد. به اعتقاد آنان، چنانچه خلیفه‌ای مرتکب گناه شود، وظیفهٔ مسلمانان است که علیه او قیام کنند و از قدرت برکنارَش کنند. بیشتر فرقه‌های خوارج، کسانی را که مرتکب گناه کبیره می‌شدند، کافر می‌دانستند. گروه‌های افراطی‌تر این جریان، حتی حکم به جواز قتل این افراد می‌دادند، مگر آن‌که توبه می‌کردند. افزون بر فعالیت‌های سیاسی و نظامی، بسیاری از اعضای خوارج خطیبان و شاعران توانمندی بودند و مضامین اصلی اشعارشان، تقوا و شهادت‌طلبی بود. در سده‌های هشتم و نهم میلادی، خوارج نقش فعالی در مناظرات کلامی داشتند و از طریق حضور در این گفت‌وگوها، در شکل‌دهی به الهیات اسلامی نیز تأثیرگذار شدند.
مطابق اطلاعات موجود، آنچه دربارهٔ تاریخ و آموزه‌های خوارج شناخته شده، عمدتاً برگرفته از نوشته‌های نویسندگان غیرخوارجی در قرون نهم و دهم میلادی است—و این متون، اغلب با رویکردی خصمانه نسبت به این فرقه نگاشته شده‌اند. نبود روایت تاریخی خوارج از زبان خودشان باعث شده کشف انگیزه‌های واقعی آنان دشوار باشد و تفسیرهای موجود با سوگیری فرقه‌ای همراه شوند. در منابع سنتی تاریخ‌نگاری اسلامی و دیدگاه‌های رایج مسلمانان، خوارج معمولاً به‌عنوان افراط‌گرایان مذهبی معرفی می‌شوند که از جماعت اسلامی جدا شده‌اند. واژهٔ «خوارج» در روزگار کنونی نیز گاه توسط مسلمانانِ جریان اصلی برای توصیف گروه‌های افراطی اسلام‌گرا به‌کار می‌رود، به‌ویژه آن‌هایی که به‌دلیل ایدئولوژی تند و مشی جنگ‌طلبانه‌شان با خوارج مقایسه شده‌اند. در مقابل، شماری از مورخان عرب معاصر بر وجوه برابرطلبانه و گرایش‌های مردم‌سالارانهٔ اولیهٔ خوارج تأکید دارند. در میان پژوهشگران دانشگاهی مدرن، برداشت‌های گوناگونی دربارهٔ خاستگاه و انگیزهٔ جنبش خوارج وجود دارد. برخی آن را پدیده‌ای برخاسته از انگیزه‌های صرفاً دینی می‌دانند؛ گروهی دیگر عوامل اقتصادی را مؤثر می‌دانند؛ و برخی این جنبش را واکنش قبایل بدوی عرب به نهادینه‌شدن ساختار دولت مرکزی تلقی کرده‌اند. حتی در میان این دیدگاه‌ها، شماری از پژوهشگران روایت سنتی آغاز حرکت خوارج در صفین را نیز مورد تردید قرار داده‌اند.

## جنگ صفین
جنگ صفین بیش از هفتادهزار نفر کشته داد و بدون هیچ نتیجه‌ای متوقف گردید.

## پیدایش
خوارج نخستین فرقه‌ای بودند که در درون اسلام پدیدار شدند. پیدایش آن‌ها به دوران فتنهٔ نخست (۶۶۱–۶۵۶ میلادی) بازمی‌گردد؛ دوره‌ای از تنش‌های سیاسی شدید بر سر رهبری امت اسلامی، که در پی کشته شدن خلیفهٔ سوم، عثمان (حکومت: ۶۵۶–۶۴۴ میلادی) در سال ۶۵۶ روی داد.
پس از توقف جنگ صفین، در خلال شکل‌گیری توافق بر سر حکمیت، ائتلاف حامیان علی شروع به از هم پاشیدگی نمود. در بازگشت به کوفه، سپاه علی به دو گروه موافقان و مخالفان حکمیت تقسیم شدند. در حالی که مخالفان حکمیت، شعار «حکم کردن جز برای خدا نیست.» (لا حکم الا لِله) می‌دادند و موافقان را متهم به بدعت می‌کردند، موافقان حکمیت، مخالفان را متهم به خارج شدن از صف امام و امت می‌کردند. بدین ترتیب دوازده هزار مرد که مخالف حکمیت بودند از سپاه علی جدا شدند و در حرورا تجمع کردند. آن‌ها شبث بن ربعی را به فرماندهی نظامی و عبدالله بن کواء را به امامت جماعت برگزیدند. در میان آن‌ها بسیاری از موافقان اولیه متارکه جنگ و حکمیت بودند که اکنون به اشتباه خود پی برده بودند. آن‌ها متعهد شدند پس از پیروزی برای انتخاب خلیفه شورا تشکیل دهند.
پوناوالا می‌گوید مسئله توسل به سنت، باید مهم‌ترین دلیل واکنش قاریان بوده باشد. آن‌ها با توافق موافقت کردند، چرا که آن دعوت به صلح و به کار بردن قرآن بود. در آن زمان‌بندهای توافق‌نامه هنوز تعیین نشده بود و در آن موردی که علی دیگر امیرالمؤمنین تلقی نخواهد شد، وجود نداشت. از آن جدی تر، گسترش اختیارات داوران از قرآن به سنتی که ابهام‌آمیز است، اعتبار قرآن را به خطر می‌انداخت؛ بنابراین معادل حکم کردن افراد در امر دین (تحکیم الرجال فی الدین) به حساب می‌آمد. از این رو، آنان شعار «حکم کردن جز برای خدا نیست.» (لا حکم الا الله) را برافراشتند. در این زمان، شامیان ادعا کردند که این توافق‌نامه، تأییدی است بر اینکه قرآن در مورد عادلانه یا غیرعادلانه بودن کشته شدن عثمان، حکم کند؛ ولی قاریان شکی نداشتند که او عادلانه کشته شده است. وی بر این باور است که پیش کشیدن مسئله قتل عثمان توسط معاویه در این مقطع حساس، باید به طفره رفتن قبلی وی از این موضوع مرتبط باشد. کل ماجرا یک تلاش سازمان یافته برای تخریب ائتلاف علی به نظر می‌رسد. قاریان به علی گفتند که اگر همانند آنان به خاطر پذیرش حکمیت، توبه نکند، آنان از وی اعلان برائت خواهند نمود. در هنگام بازگشت لشکر علی به کوفه، بعضی از قاریان در حرورا توقف نمودند.
علی که گرفتار نافرمانی خوارج شده بود، ابتدا پسر عمویش عبدالله بن عباس را به عنوان نماینده خود به حرورا برای مذاکره فرستاد و سپس خودش شخصاً برای بحث به آنجا رفت. لارا وسیا وگلییری می‌گوید استدلالهایی که حروریان در بحث با علی به کار می‌گرفتند در طبری یا دیگر منابع سنی یا کتبی که به نفع علی جهت دار هستند ذکر نشده، حال آنکه استدلال ابن‌عباس و علی ذکر شده است. استدلالشان به‌طور خلاصه این بوده است: «وقتی ما خون عثمان را ریختیم، بر حق بودیم. چون او بدعت در دین آورده بود. به همین ترتیب وقتی خون طلحه و زبیر و هوادارانشان را ریختیم نیز بر حق بودیم. چون آن‌ها شورشی بودند. همچنین وقتی که خون یاران معاویه و عمروعاص را ریختیم نیز بر حق بودیم، چون آنان از حدود کتاب خدا و سنت پیامبر تجاوز کرده بودند. حال مگر حکم جدیدی از آسمان برای علی نازل شده است که رویکردش را عوض کند؟ نه. پس وی باید بر همان مسیری که در ابتدا بود ثابت قدم بماند و جنگ را ادامه داده و حکمیت را رد کند.» ابن‌عباس آیات ۳۹–۳۵ سوره نساء و آیات ۳–۱ سوره مائده را که در مورد تعیین حکم در مواقع خاص بود را به آنان یادآوری نمود که بی‌فایده بود. حروریان در پاسخ گفتند: «هر حکمی که از طرف خدا تعیین شده است نباید به داوری و حکمیت سپرده شود. خدا احکامی را قرار داده که باید در مورد گروه ستمکار و متجاوز (فئة الباغیة) اجرا شود. چرا که او در آیه ۹ سوره حجرات می‌فرماید: اگر دو گروه مومنان با یکدیگر وارد جنگ شوند، بین آن دو صلح برقرار کن. اگر گروهی از آن دو بر شورش خود اصرار داشت، با آن گروه شورشگر بجنگ تا در برابر حکم خدا سر تعظیم فرود آورد. آیا معاویه و عمرو و هوادارانشان جزو فئه الباغیه نبودند؟» حروریان در ادامه استدلالهای خود به آیه ۴۰–۳۹ سوره انفال اشاره کردند: «با آن‌ها پیکار کن، تا وقتی که فتنه‌ای وجود ندارد و دین از آن خداوند است. آیا معاویه و یارانش از خدا تبعیت می‌کردند؟ پاسخ طبعاً منفی است. پس خدا حکم خود را در این مورد اعلام نموده و باید اجرا شود. این یکی از حدود الهی است و باید مانند دیگر حدود مانند حد زناکار یا دزد اجرا شود. انسان در موردی که خدا حکمش را داده حق داوری ندارد (لا حکم الا لله)».
لارا وسیا وگلییری می‌نویسد حروریان در استدلالهای خود به آیات دیگر قرآن و دلایل دیگری نیز متوسل شدند که موارد بالایی خلاصه شده محکمترین دلایلی است که ردشان ناممکن می‌نماید. ابن‌عباس در برابر استدلالشان تسلیم شد (حتی منابع سنی و منابع طرفدار علی اذعان دارند که ابن‌عباس نتوانست از پس آنان در بحث بر بیاید) به عقیده وگلیری استدلالهایی که علی پیش روی این گروه سرسخت قرار داد (که در منابع مختلف با یکدیگر فرق دارد) به نظر نمی‌رسد که توانسته باشد بر استدلالهای آنان فائق آمده باشد. اما مادلونگ می‌نویسد علی به آن‌ها یادآور شد که خودشان مجبورش کردند که متارکه جنگ کند، حال آنکه او هشدار داد که این نیرنگ است. همچنین گفت که اگر حکمیت از قرآن عدول کنند رأیشان پذیرفته نخواهد شد. وی افزود که با حکمیت افراد در امر دین موافق نیست بلکه حکمیت با قرآن است. اما قرآن که متن مکتوب است و سخن نمی‌گوید و افراد باید از آن استنطاق کنند و به سخن درآورند. به روایت ابومخنف، آن‌ها به علی گفتند که پذیرش حکمیت کافرانه بوده و آن‌ها از آن توبه کرده‌اند و علی نیز باید توبه کند تا مجدداً با وی بیعت کنند. علی در پاسخ گفت از هر گناهی به خداوند توبه می‌کند.
علی از آنان خواست که دست از مخالفت بردارند و در این کار موفق شد. در کتاب النهروان اثر فزاری آمده که علی قول داد که جنگ با معاویه را ادامه دهد و ضمانت محکمی بر این قول قرار داد. در برخی منابع آمده که علی گفت: «ما مالیات جمع‌آوری می‌کنیم. اسبهای خود را قبراق و سرحال می‌کنیم و سپس به سوی معاویه دوباره لشکر کشی می‌کنیم.» لارا وسیا وگلییری معتقد است این جمله نشان می‌دهد که علی به حروریان امتیاز داد. طاها حسین معتقد است که در این زمان یک سوء تفاهم بین علی و خوارج پیش آمده است. اما پس از اینکه علی به کوفه بازگشت به‌طور صریح اعلام کرد که به شرایط منعقد شده در عهدنامه صفین وفادار خواهد ماند. اما علی نهایتاً گفت به هر حال به حکمیت پایبند است و آن را بدعت و آن را عملی کافرانه نمی‌داند. مادلونگ می‌گوید اغلب حروریان از جمله رهبرانشان موضع علی را پذیرفتند، اما اقلیتی علم مخالفت برداشتند و شعار حکم جز برای خدا نیست سر دادند. علی در پاسخ گفت سخن حقی است که از آن مقصودی باطل را می‌جویند. آن‌ها امارت را انکار می‌کنند حال آنکه وجود حکومت لازم است. در نتیجه این سخن علی، گروهی که همچنان حکمیت را بدعت می‌دانستند و خوارج نامیده شدند با یکدیگر ملاقات‌های پنهانی ترتیب داده و عبدالله بن وهب راسبی به رهبری خود برگزیدند و پنهانی گریختند. آنان از هم فکران خود در بصره دعوت به عمل آوردند و در نهروان جمع شدند.
فرد دونر معتقد است بعضی از خوارج ممکن است علت مخالفتشان با علی این بوده‌باشد که می‌ترسیدند علی با معاویه سازش کرده و در پی آن، آنان برای حساب پس دادن در مورد شورش خود علیه عثمان فراخوانده‌شوند.

## اصول فکری مکتب خوارج
خوارج در شکل‌گیری فرهنگ و اندیشه اسلامی نقش مهمی داشته‌اند. مکتب اباضیه -که تنها جریان بازمانده از خوارج است- در زمینه تاریخ و اندیشه اسلامی مطالب قابل توجهی را در خود دارد. اما به غیر از مطالب اباضی، تنها منبع در مورد تفکرات خوارج را می‌توان در میان روایات تاریخی و مذهبی اهل سنت یافت. خوارج هدفشان را بهشت می‌دانستند و به پیروزی در دنیا اهمیت نمی‌دادند. این فرقه معتقد بودند که فرد باید روح و جان خود را توسط جنگیدن با گناهکاران حفظ کند، حال مهم نیست که در این راه چه بر سر فرد یا دیگران می‌آید. هسته تعلیمات فرقه خوارج این بود که خداوند از بندگان خود عدل و داد را خواستار است. در واقع تعلیمات اولیه خوارج قصد داشتند که بنده را با خدا بدون واسطه مرتبط کنند. خوارج به اصول دینی که به مسئولیت شخص تأکید داشت، اهمیت زیادی می‌دادند. مانند امر به معروف و نهی از منکر. همچنین این گروه اعتقاد به رابطهٔ بین کار و ایمان داشتند. این گروه معتقد بودند که هر کس گناهی کبیره انجام داد، اطاعت امرالهی را نکرد یا بدعتی آورد، کافر شده و تا زمانی که از عقیده خود بازنگردد باید با او جنگ شود. اگر شخص خاطی توبه نکرد، متجاوز شناخته می‌شود و عذاب ابدی جهنم در انتظار او خواهد بود. این عقیده در واقعی حامی این ایده خوارج بود که کشندگان عثمان کار عادلانه‌ای انجام داده‌اند و این ایده، مبنای تعلیمات فرقه ازارقه خوارج را تشکیل می‌دهد.
استنباط آشکاری که از ایده مسئولیت بندگان می‌شود، تفکر قضا و قدر الهی است. اشعری (مرگ به سال ۳۲۴ هجری/۶–۹۳۵ میلادی) در کتاب مقالات به بعضی فرقه‌های خوارج اشاره می‌کند که همانند فرقه معتزله به اختیار انسان اعتقاد دارند، اما رویکرد کلی خوارج نسبت به این موضوع، قضا و قدر جبرگونه‌است. مباحث مربوط به قضا و قدر در فرقه اباضیه و در زمان امامت ابوعبیده (نیمه اول قرن دوم هجری/۸ میلادی) به وجود آمد. او که خطر پیدایش بحثهای منطقی و استدلالی روزافزون در فرقه اباضیه را حس می‌کرد، این موضوع را در این برهه پیش کشید. ابوعبیده به شدت با عبدالله بن یزید فرازی به خاطر دلایل خشک و بدون طرواتش مخالف بود و همچنین حمزه کوفی و عطیه را که به نظر از پیروان غالیان دمشقی می‌آمدند را اخراج نمود. ابوعبیده معتقد بود که خدا قدرت و دانش مطلق است. او از اعمال بندگان خود آگاه‌است اما اعمالشان را تعیین نمی‌کند؛ بنابراین هر شخص مسئول کردار خود است و به خاطر آن‌ها مسئول است. برخی از اصول فکری خوارج با اصول معتزله مشترک است. علت این امر این است که در برهه‌ای از زمان این دو فرقه به موازات هم پیشرفت داشته‌اند. چرا که مرکز اباضیه بصره بوده و از قضا مؤسسان فرقه معتزله نیز در آنجا فعالیت می‌کرده‌اند. خوارج و معتزله استدلالهای هم شکل داشته‌اند و حتی برای اثبات تزهایشان، از یکدیگر استدلالهای خود را گرفته‌اند.
لازم است ذکر شود که در میان فرقه اباضیه، حقوق دانان نامداری وجود داشته‌است. مکتب فکری اباضیه، از قدیمی‌ترین بازماندگان مکاتب شرعی و حقوقی اسلام است. پایه‌گذار مکتب شرعی این فرقه جابر بن زید (مرگ در ۱۰۰ هجری/۹–۷۱۸ میلادی) است. اولین شاگردان وی ابو نوح صالح بن دهان، حیان الارج، ضمام بن سائب، جعفر بن سماک و ابوعبیده تمیمی بودند که این مکتب را در مجالس مخفیانه تبلیغ می‌نمودند و در این مجالس، پیروان این فرقه در مورد مسائل شرعی با یکدیگر بحث می‌نمودند. اباضیان اولیه در کوفه و بصره زندگی می‌کردند که فقه و شرع اسلامی در این شهرها در حال توسعه بود. البته به حجاز نیز می‌رفتند و با صاحبنظران مشهور آن زمان به بحث و تبادل نظر می‌پرداختند. حسن بصری (مرگ در ۱۱۰ هجری/۷۲۸ میلادی) و ابن‌عباس (مرگ در ۶۸ هجری/۸–۶۸۶ میلادی) از این صاحب نظران بودند که از دوستان جابر نیز بودند. از میان شاگردان جابر می‌توان به قتاده بن دعامه، عمرو بن حریم، عمرو بن دینار، تمیم بن هویس و عماره بن حیان اشاره نمود که اعتبار روایات سنی را قبول می‌داشتند.
مسئله امامت و مسئله عضویت در مکتب خوارج (که عضویت منوط به مشروط به پذیرفتن اصول این فرقه‌است)، مسئله‌ای در محوریت مرکزی برای جنبش خوارج بوده‌است. بر اساس همین مسئله، فرقه‌های مختلفی با تفاوت اعتقادی کوچک در خوارج به وجود آمده‌اند. خوارج آشوب طلب نبوده‌اند و ضرورت امام را تأیید کرده‌اند. اما امامانی مانند عثمان، علی و معاویه را مردود شمرده‌اند. آنان بر توانایی‌های شخصی امام در امر به معروف و نهی از منکر تأکید داشته‌اند و انحصار مسئله خلافت به قبیله قریش را نامشروع می‌دانستند و معتقد بودند که شایسته‌ترین شخص امت باید امام گردد و مهم نیست از چه قبیله‌ای است. به عبارت دیگر، توانایی‌های شخصی در این نگرش، ارجح بر نژاد کسی است که به عنوان خلیفه انتخاب می‌گردد و رضایت امت از امامشان ضامن بقای حکومت وی است. اگر خلیفه مرتکب گناه کبیره کرد، پیروان به یک باره از وی جدا نمی‌شوند، بلکه به وی فرصت توبه رسمی داده می‌شود. اگر توبه کرد و دیگر به گناه ادامه نداد، امامتش ادامه می‌یابد، و الا، وظیفه شرعی پیروان است که از وی جدا شده و حتی در صورت نیاز با وی بجنگند. این فرقه از این ایده که حتی یک برده حبشی که بینیش بریده باشد، می‌تواند خلیفه شود، حمایت می‌کردند. منابع اباضیه، در این باب تصریح می‌کنند که امام باید مرد باشد و حائز تمام شرایط لازم برای امامت باشد، اما به اینکه یک برده هم می‌تواند خلیفه شود، اشاره‌ای نمی‌کنند. این مثل برده حبشی بینی بریده، نوعی سوءتفاهم ایجاد می‌کند. غرض این است که در این نگرش، هر شخص واجد شرایط می‌تواند این سمت را عهده‌دار شود و هیچ‌کس به خاطر نسبش در این باره سرزنش نخواهد شد. در واقع این مثل برده حبشی، نه در منابع خوارج آمده و نه در باب شرایط امام چنین روایتی داریم. این مثل بیانگر تفکر سکوت‌وارگونه اهل سنت است که معتقدند که امام باید در هر شرایطی مورد اطاعت قرار گیرد، حتی اگر به ناحق حکومت کند.
برخی محققان نشان داده‌اند که مکتب اباضیه اصول خود را از اصول اهل سنت برداشت کرده‌است و تنها تغییرات سطحی و کوچکی را در مورد اصول مذهبی و سیاسی از خود به آن اضافه کرده‌است. اگر چه تحقیقات اخیر نشان می‌دهد که مذهب اباضی، خط مشی متفاوتی با مذهب سنی داشته و در توسعه کلی فقه اسلامی مشارکت داشته‌است.

## عقاید مشترک
اجمال عقاید مشترک خوارج:
1. خلیفه فقط با انتخاب سالم و آزاد، به وسیله تمام مسلمانان (نه فقط برخی از آنان) برگزیده می‌شود و تا هنگامی که مجری عدالت و شریعت باشد، خلافتش پا برجاست؛ و هرگاه سرپیچی کند، کشتنش واجب خواهد بود. این عقیده جز محکم‌ترین عقیده ایشان است.
2. خلافت مختص هیچ‌یک از قبایل عرب نیست؛ بنابراین خلافت به قبیله قریش اختصاص ندارد. (چنان‌که برخی دیگر معتقد به صرف خلافت قریش، یا صرف خلافت اعراب _ نه عجم _ داشتند) به همین جهت خوارج عبدالله بن وهب راسبی را که قریشی نبود به عنوان امیر از سمت خود برگزیدند و او را امیرالمؤمنین خطاب کردند.
3. فرقه نجدات معتقدند هرگاه مردم بتوانند با یکدیگر با انصاف رفتار کنند، نیازی به امام ندارند. پس از دیدگاه خوارج امام وجوب شرعی ندارد؛ بلکه جایز است و فقط به اقتضای مصلحت و نیاز واجب می‌شود.
4. از دید خوارج اهل معاصی کافرند و آنان نه تنها میان گنهکاران فرقی نمی‌گذارند، بلکه اشتباه در رای و نظر را نیز هرگاه به مخالفت با آنچه از دید آنان نادرست است، منجر شود، گناه می‌شمارند؛ بدین جهت علی را به سبب مسئله حکمیت کافر دانستند، با آنکه علی از روی اختیار به حکمیت تن نداد؛ از این رو به اصرار خوارج در نسبت دادن کفر به علی دلیل بر این است که آنان خطای در اجتهاد را موجب خروج از دین می‌دانستند.[۱۴]

## جریان‌شناسی فرق خوارج
خوارج بر اساس سیستم فکریشان به جریانات مختلفی تقسیم شدند و جز نزاعات کوچکی، جنگ بزرگی بین این فرق رخ نداد. برخی اوقات مسائلی که آنان را از هم متمایز می‌کرد موارد جزئی بود. اکنون به این فرقه‌ها می‌پردازیم:

### ازارقه
پیروان نافع ابن ازرق، از فرزندان حنفیه بودند. این فرقه در سپاه عظیم تر، در سرکشی شدیدتر و در ارتش چیره‌تر بود و همینان بودند که نخستین آسیب‌ها را از ابن زبیر و امویان متحمل شدند. آنان اعتقاد دارند: ۱- نه تنها مخالفانشان مؤمن نیستند، بلکه مشرک اند و همیشه در جهنم می‌مانند، از این رو جنگ با آنان رواست. ۲- منطقه مخالفان دارالحرب است و تمام آنچه در دارالحرب حلال است، دربارهٔ آنان نیز رواست؛ در نتیجه برده گرفتن از مخالفان خود و کشتن کسانی را که از همراهی در جنگ سرباز زده‌اند، مباح است. کودکان مخالف آنان نیز همیشه در آتش هستند زیرا این اثر گناهان کفر والدین آنان است. ۳- از اندیشه‌های فقهی آنان این است که حد رجم را ثابت نگه نداشته، می‌گویند: آنچه در قرآن وجود دارد، فقط حد تازیانه برای مردان و زنان زناکار است و حد رجم در قرآن نیامده و در نظر آنان، از سنت نیز حدیثی در این باره ثابت نشده‌است. ۴- آنان معتقدند که پیامبر ممکن است دچار گناهان کبیره و صغیره گردد.

### شمیطیه
نام فرقه‌ای است که از پیروان یحیی بن ابی شمیط هستند که به امامت محمد دیباج معتقدند.این گروه که فرقه اسلامی منشعب از شیعیان هستند، بر این باورند که پس از امامت جعفر صادق، فرزندش محمد امامت را عهده‌دار است. پس از محمد بن جعفر ملقب به دیباج نیز امامت در نسل وی باقی بوده‌است و یکی از فرزندان وی همان قائم آل محمد است. این طایفه پس از مرگ جعفر صادق و در سال ۱۴۸ ه‍. ق، تأسیس شده‌است.

### بیهسیه
فرقه ای از خوارج و پیروان ابوبیهس هیصم بن جابر صبعی بودند که پس از گذران مدتی، از هم پاشیده و منقرض شدند. طرفداران این فرقه که بیشترشان در بصره ساکن بودند، ابتدا از طرفداران نافع بن ارزق و فرقه ازارقه بودند؛ اما پس از آنکه نافع در طی نامه ای به سران خوارج، آنان را دعوت به خروج و قیام می‌کند که با واکنش تدافعی و تخطئه ابوبیهس مواجه می‌شود. به همین جهت، ابوبهیس از تحت دایره ازارقه خارج و فرقه جدید بیهسیه را تأسیس می‌کند. ابوبیهس قتل مخالفان خوارج علی‌الخصوص زنان و کودکان که توسط نافع بن ازرق صادر شده بود را نمی‌پسندید و مخالفان خوارج را مشرک نمی‌دانست. او مخالفان خویش را کافر نعمت می‌دانست و نه کافر دین. وی نکاح و توارث با مخالفان را جایز می‌دانست. به عقیده بیهسیه، مسلمان بودن علاوه بر اقرار به معرفت خدا و رسول، «ولایتِ» «اولیای خدا»، «برائت» از دشمنان خدا و شناخت اجمالی اموری که رسول آورده، عبارت است از معرفت دقیق و تفصیلی تمام محرّماتی که نسبت به آنها «وعید» داده شده‌است.

### حروریه
به مارقه حروریه نیز گفته می‌شود؛ زیرا در حرورا که منطقه ایست در نهروان، منزل گرفتند. آنان در این نقطه جمع شدند و علی با آن‌ها مناظره کرد و قریب به ۲۰۰۰ نفر از این فرقه خارج شدند. علی فرمود: شما را چه بنامم؟ شما حروریانید، زیرا در حرورا گرد آمدید.

### اباضیه
یکی از مذاهب اسلام است که از جریان خوارج نشأت گرفته‌است. این فرقه از کهن‌ترین مذاهب اسلامی و تنها گروه باقی‌مانده از خوارج است. نام این مکتب از نام عبدالله بن اباض تمیمی نخستین پیشوای آن گرفته شده‌است. اباضیه میانه‌روتر از دیگر گروه‌های خوارج به‌شمار می‌روند و به همین جهت نزدیکترین گروه خوارج به اهل سنت به‌شمار می‌آیند. آنان بر این عقیده‌اند که نمی‌توان به کسی مؤمن یا کافر گفت، چرا که وحی منقطع شد؛ و ابوبکر و عمر از دنیا رفته‌اند و امروز کسی نیست که حقایق را بیان کند و کافر را از مؤمن تمیز دهد. بدان جهت ما به کسی نمی‌گوییم که او مؤمن است یا کافر.

### ثعالبه
ثعالبه از فرقه‌های اسلامی و از فِرق خوارج بودند. آن‌ها پیروان ثعلبة بن عامر یا ثعلبة بن مشکان بودند. غالباً ثعالبه را گروهی منشعب از عَجارِده دانسته و گفته‌اند که ثعلبه از یاران عبدالکریم بن عَجْرَد بود.

### صفریه
این گروه از فرقه حروریه منشعب شدند و خود را تابع محکمة الاولی می‌دانستند. این فرقه ابتدا از محکمة الاولی بودند و ابوبلال مرداس را، پس از عبدالله بن وهب راسبی و حرقوص بن زهیر، امام خویش می‌خواندند. این فرقه، همچون ازارقه همه مخالفان خود را مشرک می‌دانستند اما در کشتن کودکان و زنان مخالفان خود، دچار اختلاف بودند. پیروان این فرقه در احکام دینی خود دچار اختلاف هستند و گروهی واژه گناه‌کار را تنها در حق گناهکاران به گناهی که در اسلام برایش حد بیان شده‌است می‌دانند و گروهی نیز حکم کفر گناهکار را مشروط به حکم قاضی کرده‌اند.

### عجارده
از فرقه‌های منشعب شده از خوارج هستند. آنان طرفداران عبدالکریم عجرد هستند که در آغاز از پیروان عطیه بن اسود بوده‌اند. این فرقه بعدها به ده فرقه دیگر منشعب شدند. این فرقه عبارتند از: خلفیه، صلتیه، حمزیه، شعیبیه، میمونیه، اطرافیه، جازمیه، ثعالبه، شیبانیه. عجارده با ازارقه در یک مورد اختلاف دارند و آن این است که: ازارقه بردن اموال مخالفان را روا دانند ولی عجارده گویند: بردن مال هیچ‌یک از آنان روا نیست مگر این که او را کشته و مالشان را به یغما بریم.

### نجدات
پایه‌گذار این فرقه نجده بن عامر از خاندان حذیفه بود. نجدات در کافر دانستن خوارجی که از جنگ با مخالفانشان بازایستند و نیز در حلال شمردن قتل کودکان، با ازارقه مخالفت ورزیدند. همچنین با حکم اهل ذمه که با مخالفانشان همکاری می‌کردند نیز با ازارقه اختلاف نظر دارند.